# Paraparaumu
 Paraparaumu (ˈpaɾapaˈɾaɔmʉ) est une ville du sud-ouest de l'Ile du Nord de la Nouvelle-Zélande. Elle est située sur la Kapiti Coast (en), à 55 kilomètres au nord de la capitale nationale, Wellington.
Comme d'autres villes de la région, elle présente une implantation « miroir » le long de la côte appelée Paraparaumu Beach, qui est située directement en face de l'Île de Kapiti. Les deux villes forment une partie du district de Kapiti Coast. Ensemble avec Raumati Beach et Raumati South, ce sont parmi les zones urbaines à croissance les plus rapides de la Nouvelle-Zélande, et ce sont des villes dortoirs majeures pour les travailleurs venant de la zone urbaine de Wellington. Les quatre villes avaient ensemble en 2012 une population de plus de 49 000 habitants. L'intérieur des terres en dedans de Paraparaumu constitue la zone de Maungakotukutuku.
Paraparaumu signifie « morceau de terre de feu » en maori, parapara signifie « boue » ou morceau et umu veut dire « four ». Paraparamu est communément abrégé en Para-Param, en particulier par les résidents d'origine européenne de longue date, et simplement Pram par la jeunesse locale.
Paraparaumu est le siège de l'école secondaire la plus importante de la côte de Kapiti : le Paraparaumu College, avec le Kapiti College qui est situé près de Raumati Beach et Otaki College à Otaki.
Paraparaumu était autrefois représenté dans le domaine du football par le Paraparaumu United. Il fusionna avec le Raumati Hearts en 2003 pour créer le Kapiti Coast United (en), qui est basé à Weka Park (en) à Raumati.

## Personnalités nées à Paraparaumu
- Christian Cullen – joueur de rugby à XV
- John Henwood (en) – coureur professionnel, participation aux Jeux olympiques en 2004
- Stephen Kearney – joueur et entraineur de rugby à XIII
- Wayne McIndoe (en) – joueur de hockey sur gazon
- Drew Neemia (en) – présentateur d'émission télévisée
- Andrew Niccol – réalisateur de cinéma
- Danny Rodda  - Musicien et compositeur de Monkey Puzzle (en)

## Personnalités ayant fait leurs études à Paraparaumu
- Peter Jackson au Kapiti College – réalisateur du Seigneur des anneaux
- Danny Page  au Paraparaumu College - entraineur de Basketball professionnel.
- Dane Coles au Paraparaumu College - joueur des All Blacks
- Karl Kippenberger au Kapiti College - Bassiste du groupe Shihad

## Aéroport de Paraparaumu
Paraparaumu Airport est un aérodrome pour le vol de loisir, populaire en Nouvelle-Zélande, et le siège du Kapiti Aero Club, entrainement de planeurs et opérateur local d'hélicoptères, transport héliporté et entrainement extensif des pilotes d'hélicoptères. En octobre 2011, Air New Zealand a mis en place une liaison quotidienne entre Paraparaumu et Auckland.

## Transports publics
Paraparaumu est situé sur la pr ncipale ligne de chemin de fer de l'île du Nord, ligne principale de l'Île du Nord (en), sur la ligne de Kapiti (en) du réseau de Wellington relié au réseau de Tranz Metro sous la marque Metlink. Le service de banlieue électrifié est étendu jusqu'à Waikanae depuis le 20 février 2011, et des stations supplémentaires ont été proposées pour Lindale et Raumati. Au delà de Paraparaumu, la société Tranz Scenic opère avec des motrices diesel longue distance pour le service entre Palmerston North et Wellington, et le Overlander entre Auckland et Wellington. Ces deux trains s'arrêtent à la station gare de Paraparaumu (en). Il y a aussi un réseau de bus de banlieue.